# Pyrrhopyge
Pyrrhopyge este un gen de fluturi din familia Hesperiidae. 

## Specii

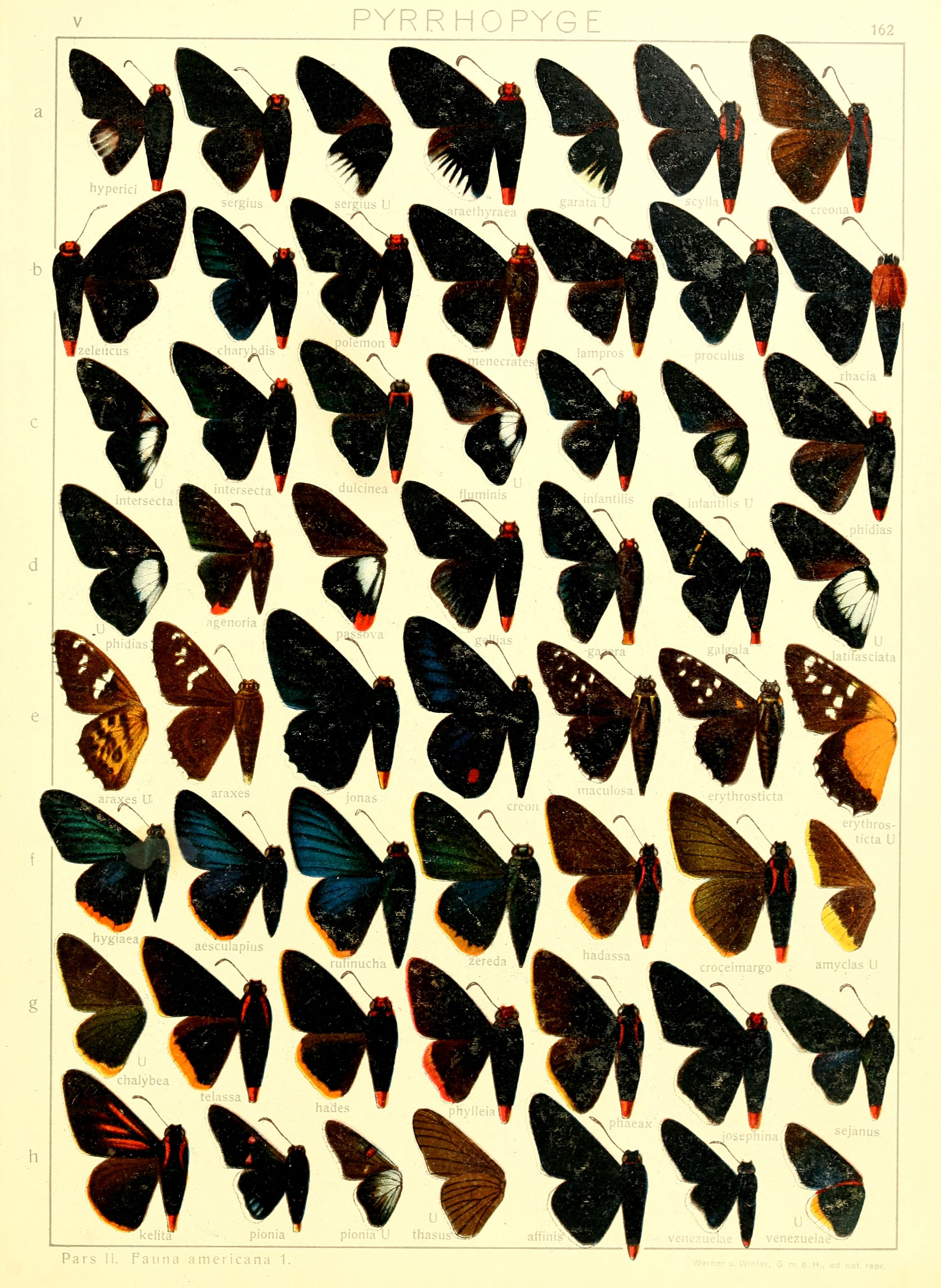

| - Pyrrhopyge amyclas - Pyrrhopyge amythaon - Pyrrhopyge arax - Pyrrhopyge arinas - Pyrrhopyge aziza - Pyrrhopyge boulleti - Pyrrhopyge charybdis - Pyrrhopyge creona - Pyrrhopyge cressoni - Pyrrhopyge creusae - Pyrrhopyge crida - Pyrrhopyge crista - Pyrrhopyge decipiens - Pyrrhopyge frona - Pyrrhopyge hadassa - Pyrrhopyge haemon - Pyrrhopyge infantilis - Pyrrhopyge kelita - Pyrrhopyge martena | - Pyrrhopyge melanomerus - Pyrrhopyge mopsus - Pyrrhopyge papius - Pyrrhopyge pelota - Pyrrhopyge phidias - Pyrrhopyge phylleia - Pyrrhopyge placeta - Pyrrhopyge proculus - Pyrrhopyge punctata - Pyrrhopyge pusca - Pyrrhopyge sadia - Pyrrhopyge sarpedon - Pyrrhopyge schausi - Pyrrhopyge sergius - Pyrrhopyge tatei - Pyrrhopyge telassa - Pyrrhopyge telassina - Pyrrhopyge terra - Pyrrhopyge thericles |

## Referencias
- Natural History Museum Lepidoptera genus database

## Bibliografía
- Bell, E.L., 1932: Hesperiidae (Lepidoptera, Rhopalocera) of the Roraima and Duida expeditions, with descriptions of new species. American Museum novitates 555: 1-16. Full article: .
- Bell, E.L., 1947: New species and subspecies of neotropical Hesperiidae (Lepidoptera, Rhopalocera). American Museum novitates 1330: 1-9. Full article: .
- Freeman, H.A., 1969: Records, new species, and a new genus of Hesperiidae from Mexico (Supplement 2). The Journal of the Lepidopterists' Society 23 (suppl. 2): 1-64. Full article:  Arhivat în 20 iulie 2011, la Wayback Machine..
- Lamas, G., 2004: Atlas of Neotropical Lepidoptera; Checklist: Part 4A; Hesperioidea - Papilionoidea.